# Jeannine Guillou
Jeannine Guillou, née le 17 mai 1909 à Concarneau et morte 27 février 1946 à Paris 14e, est une peintre française.

## Biographie
Jeannine Guillou naît le 17 mai 1909 à Concarneau,.
Cousine de Jean Deyrolle, elle passe son enfance à Nice et, en 1924, elle commence à peindre et se rend aux Arts décoratifs de sa ville natale. En 1928, elle épouse Olek Teslar, l'un de ses professeurs.
Le couple a un fils, Antek (Antoine Tudal).
En 1937, elle devient l'associée de Nicolas de Staël, qu'elle a rencontré au Maroc, et ils restent ensemble jusqu'à sa mort. Ensemble, ils voyagent en Algérie et en Italie, avant de revenir vivre à Paris, puis à Concarneau, où ils rejoignent le peintre Jean Deyrolle.
Elle meurt le 27 février 1946 des suites d'un avortement thérapeutique.